# (37351) 2001 TE36
2001 TE36 (asteroide 37351) é um asteroide da cintura principal. Possui uma excentricidade de 0.16307170 e uma inclinação de 11.32802º.
Este asteroide foi descoberto no dia 14 de outubro de 2001 por LINEAR em Socorro.